# Ompok rhadinurus
Ompok rhadinurus är en fiskart som beskrevs av Ng 2003. Ompok rhadinurus ingår i släktet Ompok och familjen malfiskar. Inga underarter finns listade i Catalogue of Life.